# Karlo XII.
Karlo XII., poznat po svom nadimku "Aleksandar Sjevera" (Stockholm, 17. lipnja 1682. - okolica Fredrikshalda, danas Halden, 30. studenog 1718.) bio je švedski kralj. Prijestolje je naslijedio kao petnaestogodišnjak.
Karlo XII. je bio jedino preživjelo dijete kralja Karla XI. i Ulrike Eleonore. Dana 5. travnja 1697. umire njegov otac, a nedugo potom je i sâm bio okrunjen za švedskog kralja pod imenom Karl XII. Provodio je stroži apsolutizam nego ijedan prijašnji kralj. U početku je uspješno ratovao ; 1700. pobijedio je Rusiju i Dansku, a zatim i Poljsku.
U Poljskoj je svrgnuo tadašnjeg kralja Augusta II., a Stanislawa Leszczyńskog je proglasio novim kraljem. Godine 1709. ponovno je započeo rat protiv Rusije. Karlo XII. je prebjegao u Tursku. Tamo je pridobio naklonost turskog sultana Ahmeta III. koji je u njegovu korist započeo rat protiv Rusije. Međutim carska Rusija i Turska su sklopile mir i tako je sultan odmah prognao Karla XII. iz sultanata 1714. Pri povratku u Švedsku, Karlo je skupio vojsku i započeo ratovati protiv Norveške. U tom ratu je poginuo. Na prijestolje je zasjela njegova majka Ulrika.